# Юрьевка (Костромская область)
Юрьевка — деревня в Костромском районе Костромской области. Входит в состав муниципального образования Чернопенское сельское поселение. Находится в пригородной зоне Костромы.

## Географическое положение
Расположена на юго-западе региона, примерно в 20 км к югу от областного центра Костромы.
Климат
Климат умеренно континентальный с холодной, продолжительной, снежной зимой и сравнительно коротким, теплым летом. С Среднегодовое количество осадков 550 мм. Максимум осадков выпадает в летние месяцы, минимум — в весенние. Снежный покров устанавливается в конце ноября, уходит в конце апреля.

## История
С 30 декабря 2004 года Юрьевка входит в образованное муниципальное образование Чернопенское сельское поселение, согласно Закону Костромской области № 237-ЗКО.

## Население
| 2008 | 2010 | 2014 |
| ---- | ---- | ---- |
| 1    | ↘0   | →0   |

## Инфраструктура
Личное подсобное хозяйство.
Школьники прикреплены к МОУ Чернопенская средняя общеобразовательная школа.

## Транспорт
Автодорога с выездом на федеральную трассу Р-132 «Золотое кольцо» (бывшая Р-600 «Кострома-Иваново»).